# دراجة ثلاثية العجلات

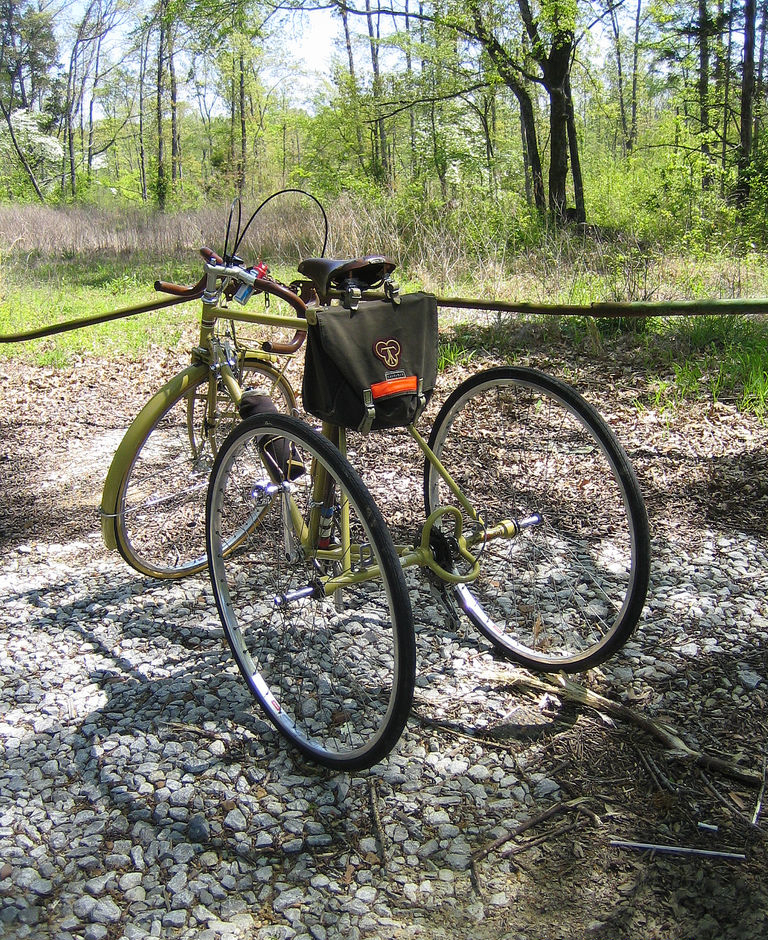
دراجة ثلاثية العجلات حديثة.

الدراجة ثلاثية العجلات،  هي مركبة بثلاث عجلات تعمل بالقوة البشرية (أو بالبنزين أو المحرك الكهربائي الذي يعمل بالطاقة أو بمساعدة، أو بقوة الجاذبية).
تُستخدم بعض الدراجات ذات العجلات الثلاث، مثل عربات الريكشا (لنقل الركاب) وتستخدم عربات الحمولة ذات الثلاث عجلات، للأغراض التجارية، وخاصة في العالم النامي، ولا سيما في إفريقيا وآسيا.
في الغرب، تُستخدم الدراجات ثلاثية العجلات للبالغين في المقام الأول للترفيه والتسوق والتمارين الرياضية. يفضل الأطفال وكبار السن الدراجات ذات العجلات الثلاث لاستقرارها الواضح مقابل الدراجة العادية، ومع ذلك، فإن الدراجة ثلاثية العجلات التقليدية لديها ثبات جانبي ديناميكي ضعيف، ويجب على الراكب توخي الحذر عند الانعطاف لتجنب انقلاب الدراجة. تتميز التصميمات غير التقليدية مثل العربة الجارية بمركز ثقل منخفض، لذا فهي تتطلب عناية أقل.

## تاريخ

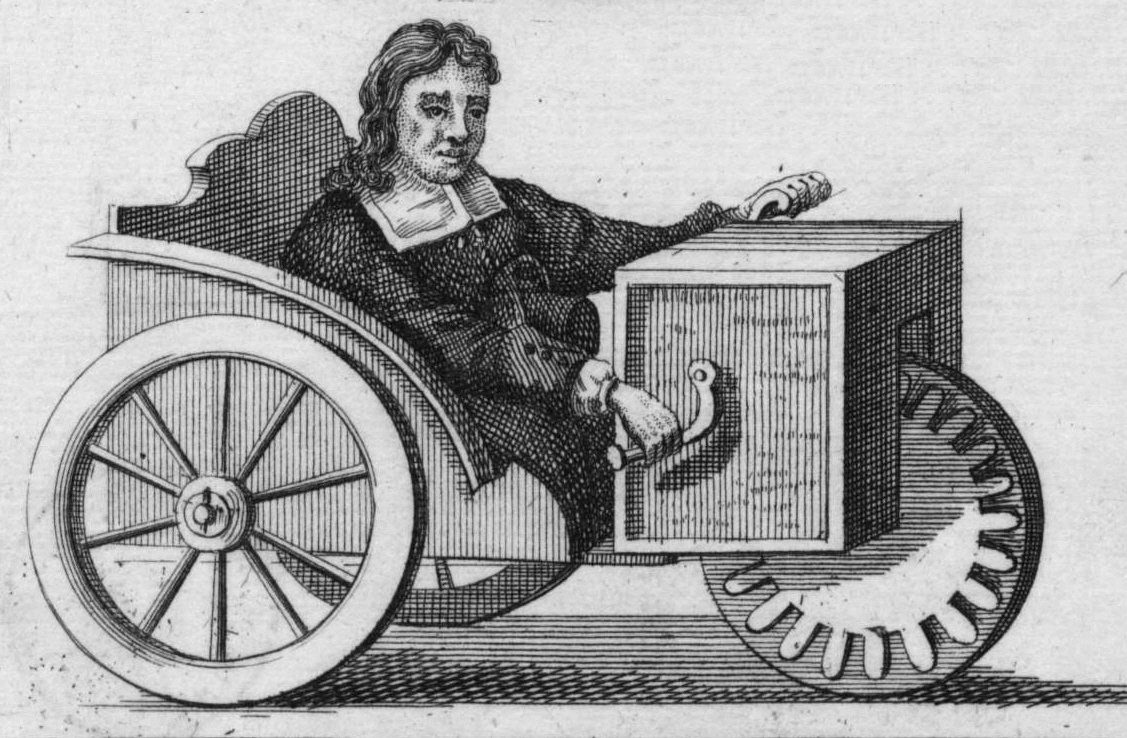
كرسي ستيفان فارفلر المتحرك بثلاث عجلات والذي يتم التحكم به يدويًا.

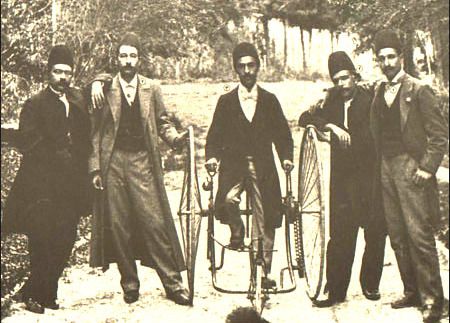
دراجة ثلاثية العجلات من القرن التاسع عشر مستخدمة في إيران.

تم بناء كرسي متحرك بثلاث عجلات لأول مرة في عام 1655 أو 1680 من قبل رجل ألماني معاق، وهو ستيفان فارفلر، الذي أراد أن يكون قادرًا على الحفاظ على قدرته فسالحركة. منذ أن كان صانع ساعات، كان قادرًا على إنشاء سيارة تعمل بواسطة رافعات يدوية.
في عام 1789، طور اثنان من المخترعين الفرنسيين سيارة ذات ثلاث عجلات تعمل بالدواسات. أطلقوا عليها دراجة ثلاثية العجلات.
في عام 1818، حصل المخترع البريطاني دينيس جونسون على براءة اختراع لمقاربته في تصميم الدراجات ذات العجلات الثلاث.  في عام 1876، طور جيمس ستارلي دراجة أطلق عليها اسم كوفنتري ليفر ثلاثية العجلات، والتي تستخدم عجلتين صغيرتين على الجانب الأيمن وعجلة قيادة كبيرة على الجانب الأيسر؛ ويتم توفير الطاقة بواسطة رافعات يدوية. في عام 1877، طور ستارلي مركبة أخرى جديدة وأطلق عليها اسم كوفنتري روتاري، والتي كانت «واحدة من أولى الدراجات ثلاثية العجلات ذات السلسلة الدوارة». بدأت اختراعات ستارلي في جنون الناس بالدراجات ثلاثية العجلات في بريطانيا حيث كانت فريدة من نوعها. بحلول عام 1879، كان هناك «عشرين نوعًا من الدراجات ذات العجلات الثلاث والدراجات متعددة العجلات، تم إنتاجها في كوفنتري، إنجلترا، وبحلول عام 1884، كان هناك أكثر من 120 نموذجًا مختلفًا أنتجها 20 مصنعًا.» تم تصنيع أول دراجة ثلاثية العجلات الأمامية في عام 1881 من قبل شركة Leicester Safety Tricycle Company في ليستر، إنجلترا، والتي تم طرحها في السوق في عام 1882 بتكلفة 18 جنيهًا إسترلينيًا فقط. قاموا أيضًا بتطوير دراجة ثلاثية العجلات قابلة للطي في نفس الوقت.
في الثامن من مايو عام 1888 في واشنطن العاصمة، حصل ماثيو أيه شيري على براءة اختراع جديدة لمركبة Velocipede التي يمكن أن تستوعب ما يصل إلى ثلاثة أشخاص.
تم استخدام الدراجات ذات العجلات الثلاث من قبل الدراجين الذين لم يشعروا بالراحة عند ركوب الدراجات العالية، مثل النساء اللائي ارتدين فساتين طويلة.

## ذات صلة
في المملكة المتحدة، يُشار أحيانًا إلى الدراجات ثلاثية العجلات المستقيمة باسم «عربات اليد». ينتمي العديد من عشاق الدراجة ثلاثية العجلات في المملكة المتحدة إلى جمعية الدراجات ثلاثية العجلات، التي تم تشكيلها في عام 1929. يشاركون في جولات اليومية ورحلات وسباقات.

## تصميم العجلات

### دلتا

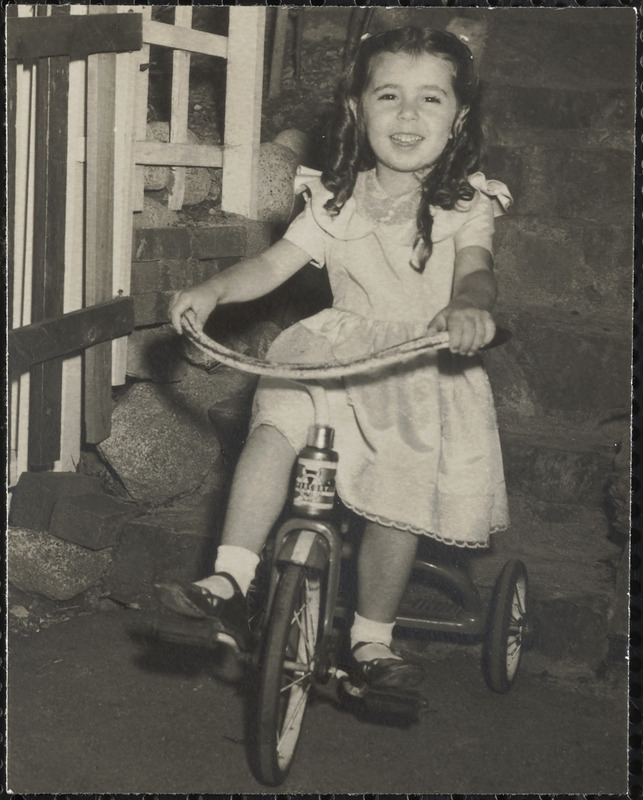
فتاة تركب دراجة دلتا ثلاثية العجلات عام 1952.

تحتوي داراجات دلتا ثلاثية العجلات على عجلة أمامية وعجلتين خلفيتين.

### الشرغوف
تحتوي دراجات الشرغوف على عجلتين أماميتين وعجلة خلفية واحدة. يتم استخدام توجيه العجلات الخلفية أحيانًا، وهذا من شأنه أن يزيد من دائرة الدوران ويمكن أن يؤثر على التعامل مع الدراجة (تشبه هذه العملية الدراجة ثلاثية العجلات العادية التي تعمل في الاتجاه المعاكس، ولكن مع إضافة مثبط توجيهي).

### أخرى
استخدمت بعض الدراجات ثلاثية الدواسات المبكرة من أواخر القرن التاسع عشر عجلتين جنبًا إلى جنب من جانب وعجلة قيادة أكبر على الجانب الآخر.
تحتوي المركبة ذات الثلاث عجلات على عجلتين موجهتين، واحدة في الأمام والأخرى في المنتصف أو في الخلف.

## أنواع

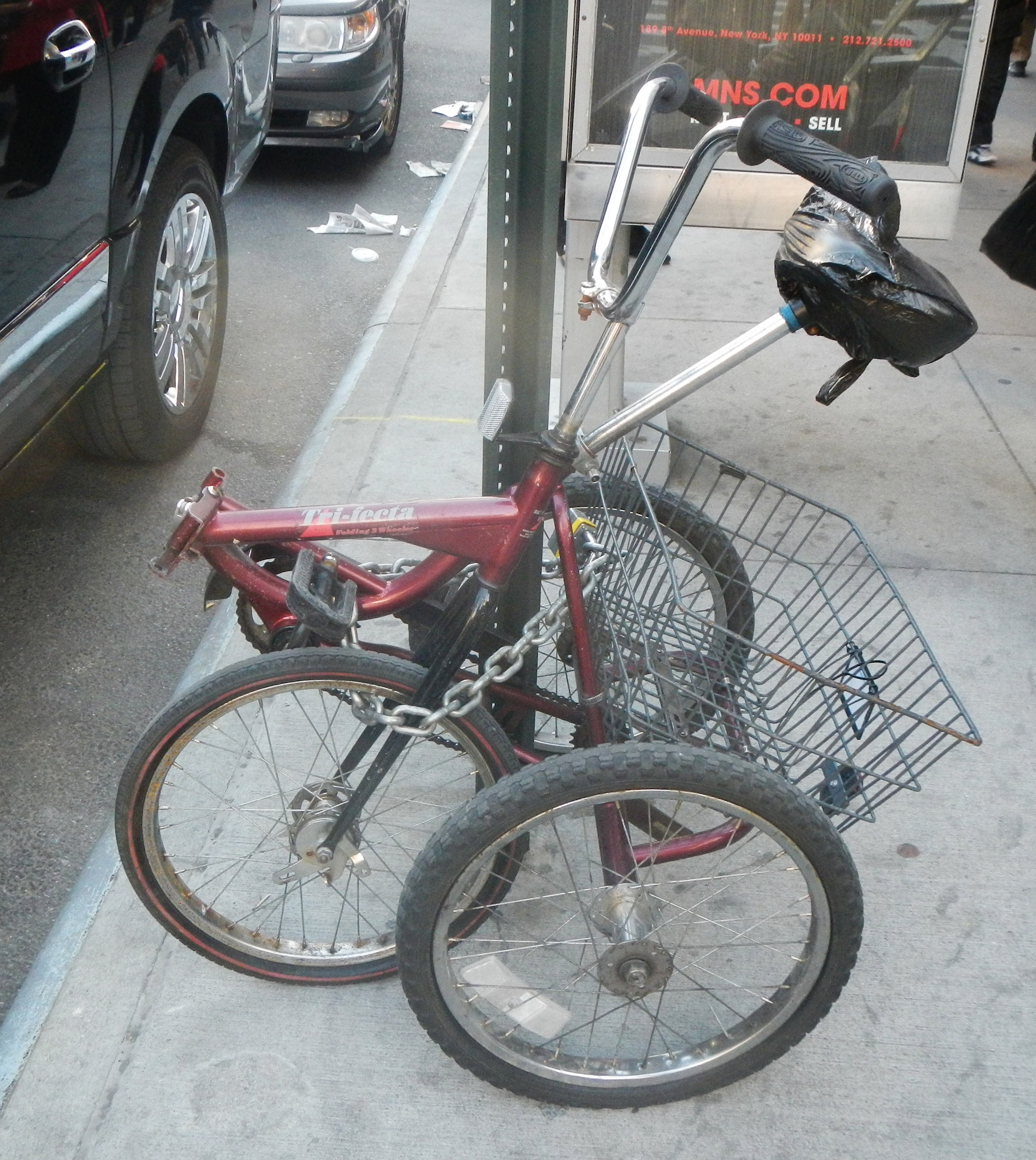
دراجة دلتا صغيرة مطوية مركونة في نيويورك

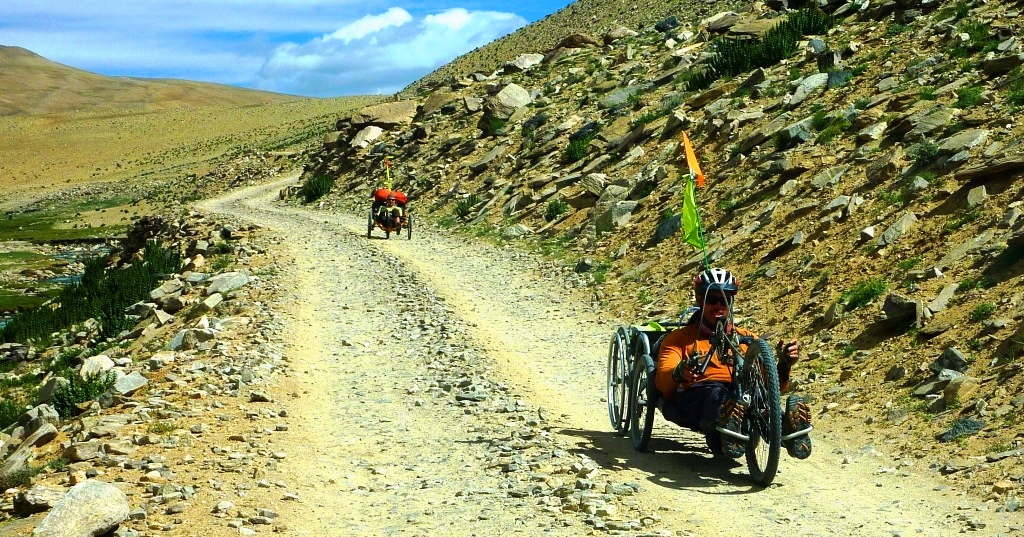
الدراجة ثلاثية العجلات الراقدة على الطريق إلى لاداخ

### المستقيمة
تشبه الدراجات المستقيمة دراجة ذات عجلتين، أو هيكل دراجة تقليدي، أو إطار مفتوح، ولكن مع عجلتين متباعدتين على نطاق واسع في الخلف (تسمى دلتا) أو عجلتين في الأمام (تسمى الشرغوف). يمتد سائق على الإطار في دراجات عجلات دلتا والشرغوف. يتم توجيه الدراجة من خلال مقود متصل مباشرة بالعجلة الأمامية عبر شوكة دراجة تقليدية في عجلات دلتا، أو عبر شكل من أشكال هندسة توجيه أكرمان في دراجة الشرغوف المستقيم.
جميع الدراجات ثلاثية العجلات غير المائلة بها مشكلات تتعلق بالثبات ويجب توخي الحذر الشديد عند ركوب دراجة ثلاثية العجلات غير مائلة. مركز الثقل مرتفع جدًا مقارنة بالدراجة الثلاثية المنبسطة. وبسبب هذا، فإن الدراجات ثلاثية العجلات غير المائلة تكون أكثر عرضة للانقلاب في الزوايا وعلى التضاريس غير المستوية أو المنحدرة. على العكس من ذلك، يتمتع السائق برؤية أفضل من سائق الدراجة المنبسطة لأن رأسه يكون في وضعية أعلى.

### الراقدة
تشمل مزايا الدراجات الراقدة ثلاثية العجلات المستلقية (على ثلاثية العجلات التقليدية) الاستقرار (من خلال مركز الجاذبية المنخفض) والسحب الأيروديناميكي المنخفض. تشمل العيوب (مقارنة بالدراجات العادية) تكلفة ووزن وعرض أكبر. قد يكون ركوب الدراجة صعبًا بسبب المقعد المنخفض جدًا، وقد تكون أقل وضوحًا على الطريق في حركة المرور. 

#### دراجات دلتا

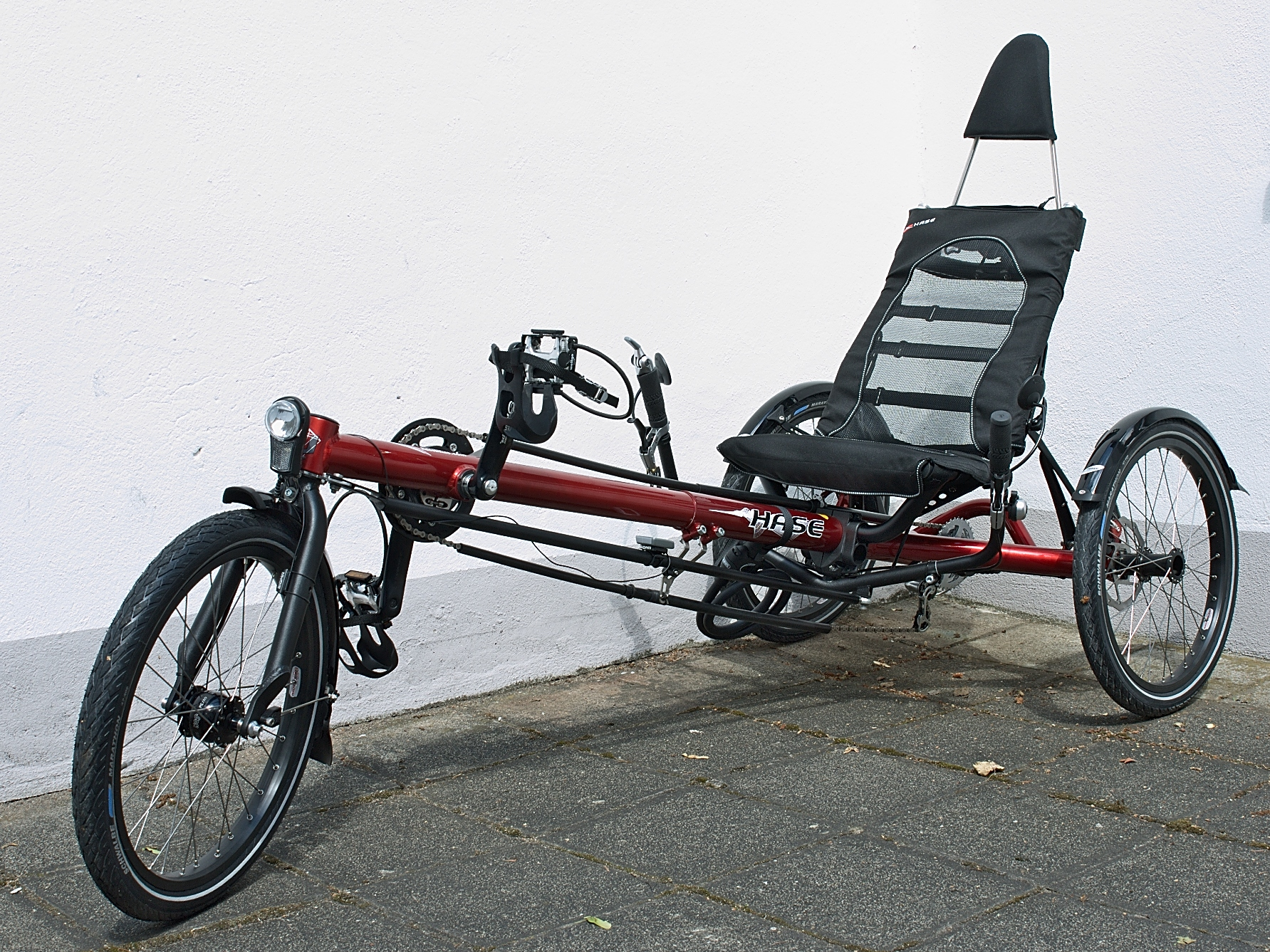
دراجة ]دلتا من إنتاج شركة Hase Spezialräder

تشبه دراجة دلتا الراقد دراجة العجلة المستقيمة، مع وجود عجلتين في الخلف وواحدة في المقدمة، ولكن لها تصميم منبسط حيث يجلس السائق في مقعد يشبه الكرسي. يمكن أن تقاد إحدى العجلتين الخلفيتين أو كلتيهما، بينما تستخدم الجبهة الأمامية للتوجيه. تكون قياجة الدراجة إما من خلال وصلة، مع وجود مقود تحت المقعد أو مباشرة عند العجلة الأمامية بمقود كبير (فوق المقعد). يمكن تخزين بعض درجاتات الثلاثية في وضع مستقيم عن طريق رفع العجلة الأمامية وإسناد الجزء العلوي من المقعد على الأرض.
تحتوي درجة دلتا الثلاثية عمومًا على مقاعد أعلى ونصف قطر دوران أضيق من دراجة الشرغوف الثلاثية. يعد نصف قطر الدوران الضيق ضروريًا عند الركوب على ممرات بها حواجز تعويض، أو التنقل حول عوائق موضوعة عن كثب. المقعد الأعلى يجعل التركيب والفك أسهل. حتى مع وجود المقعد الأعلى، يمكن أن تكون الدراجة ثلاثية العجلات ثابتة تمامًا بشرط أن يتم تحويل معظم الوزن (بما في ذلك وزن الراكب) إلى الخلف باتجاه العجلات الخلفية. تضع العديد من دراجات الدلتا الثلاثية المقعد بعيدًا جدًا إلى الأمام مما يقلل من وزن العجلتين الخلفيتين ويزيد وزن العجلة الأمامية مما يجعل الدراجة ثلاثية العجلات غير مستقرة. تحتوي عجلات دراجة دلتا المنتجة من شركة Hase Kettwiesel على مقعد مرتفع بقياس 18 بوصة (460 مـم) والذي تم وضعه لجعل معظم الوزن على العجلات الخلفية ثابتًا.
تعد دراجات دلتا مناسبة لاستخدامها كدراجات بخارية يدوية للتنقل أو في إعادة التأهيل أو للتامرين. تعد دراجة دلتا من صنع شركة Hase Lepus Comfort مثالاً على دراجات دلتا لإعادات التأهيل، مصممة أساسًا للراحة وسهولة الاستخدام. يحتوي على ذراع أمامي منخفض ويمكن ضبط المقعد على ارتفاع من 20 إلى 28 بوصة (510 إلى 710 مـم)، مما يساعد في التثبيت والنزول. كما أن لديها نظام خلفي معلق خلفي للراحة وسهولة الاستخدام. يمكن طي دراجة دلتا Lepus ذات وزن 25 كيلو لتسهيل التخزين والنقل.
يمكن أن يكون وزن دراجات دلتا قريبًا جدًا من وزن دراجات الشرغوف إذا كان كلاهما من نفس الجودة ويتم استخدام مواد متشابهة. تتميز دراجات شركة Hase Kettwiesel Allround delta الثلاثية بإطار من الألومنيوم ويزن (17.9 كلغ). تتميز الدراجة ثلاثية العجلات Catrike Road بإطار من الألومنيوم ويزن (17 كلغ).

#### دراجات الشرغوف

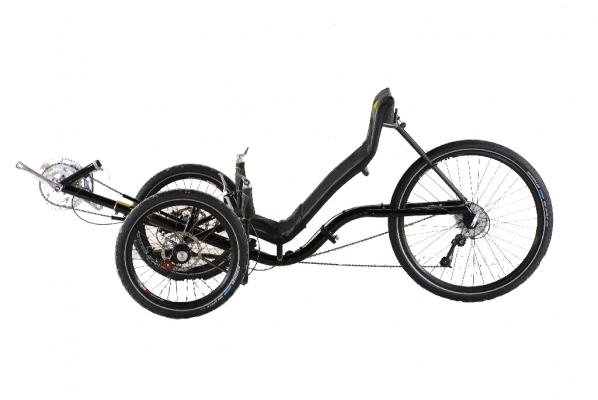
دراجة الشرغوف الراقدة

دراجة لشرغوف المستلقية أو الدراجة ثلاثية العجلات العكسية عبارة عن تصميم راقد مع عجلتين موجهتين في الأمام وعجلة مدفوعة في الخلف. قيادة الدراجة تكون من خلال مقود واحد متصل بقضبان مربة طة بالعجلات الأمامية، أو بمقبضين (بدلاً من مقودان ونصف مقود) مثبتان بمسامير، كما أنه تم أخذ تم أخد تصميم معظم السيارات الجارية من تصميم هذه الدراجات.
غالبًا ما يتم استخدام الدراجة الشرغوف الثلاثية من قبل راكبي الدراجات في منتصف العمر أو سائقو الدراجة العادية السابقين الذين سئموا الآلام التي سببتها لهم.مع مركز ثقل منخفض للغاية، وتصميم أيروديناميكي ووزن خفيف، تعتبر دراجات الشرغوف أأضل الدراجات الثلاثية في الأداء.

#### دراجات المرافق اليدوية

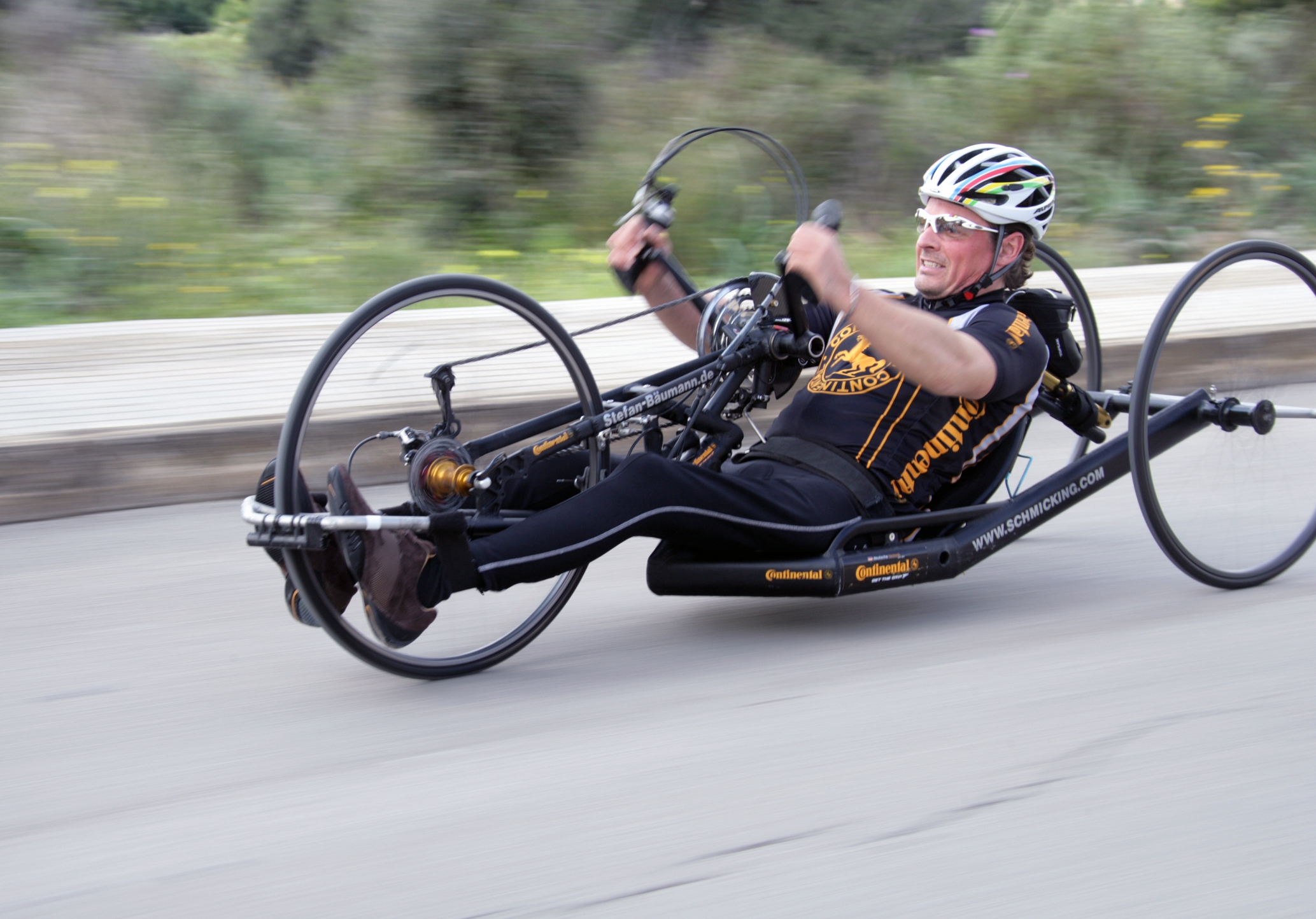
سباق الدراجات اليدوية

تستخدم دراجات المرافق اليدوية مرفقًأ يدويًا، إما كمصدر وحيد للطاقة أو محرك مزدوج مع القوة التي تأتي من القدم في الدواسات، وقوة يدوية تأني من المرفق اليدوي. يمكن استخدام القوة اليدوية فقط من قبل الأفراد الذين لا يستخدمون أرجلهم بسبب إعاقة أو إصابة أو شلل في الساقين. تصنعها شركات مثل Greenspeed وInvacare وQuickie وDruzin. 
في حالة شلل الساقين، يمكن الحصول على مزيد من السرعة ونطاق المسافة عن طريق إضافة تحفيز كهربائي وظيفي للساقين. يتم تنشيط عضلات الساق الكبيرة بواسطة نبضات كهربائية متزامنة مع حركة تدوير اليد.

#### الدراجة المزدوجة
وهي شكل شائع في الدراجات ثلاثية العجلات؛ حيث يقودها شخصين بالركوب في وضع راقد مع إطار قوي للغاية لتحمل الوزن الزائد. يسمى الراكب الذي يقود الدراجة في الجهة الأمامية «بالقبطان» أما «الوقاد» (بشد القاف) وهو الراكب الذي يحرك الدواسات بسرعات مختلفة).

### عربة ريكشا

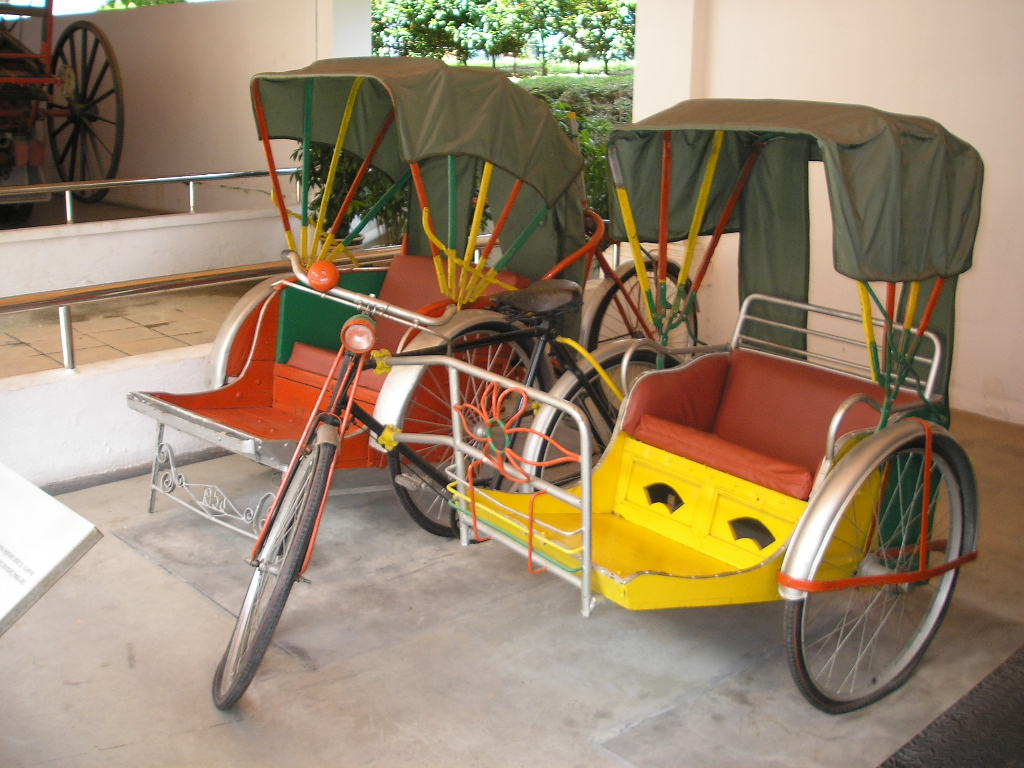
نوعان من دراجة ريكشا ثلاثية العجلات.

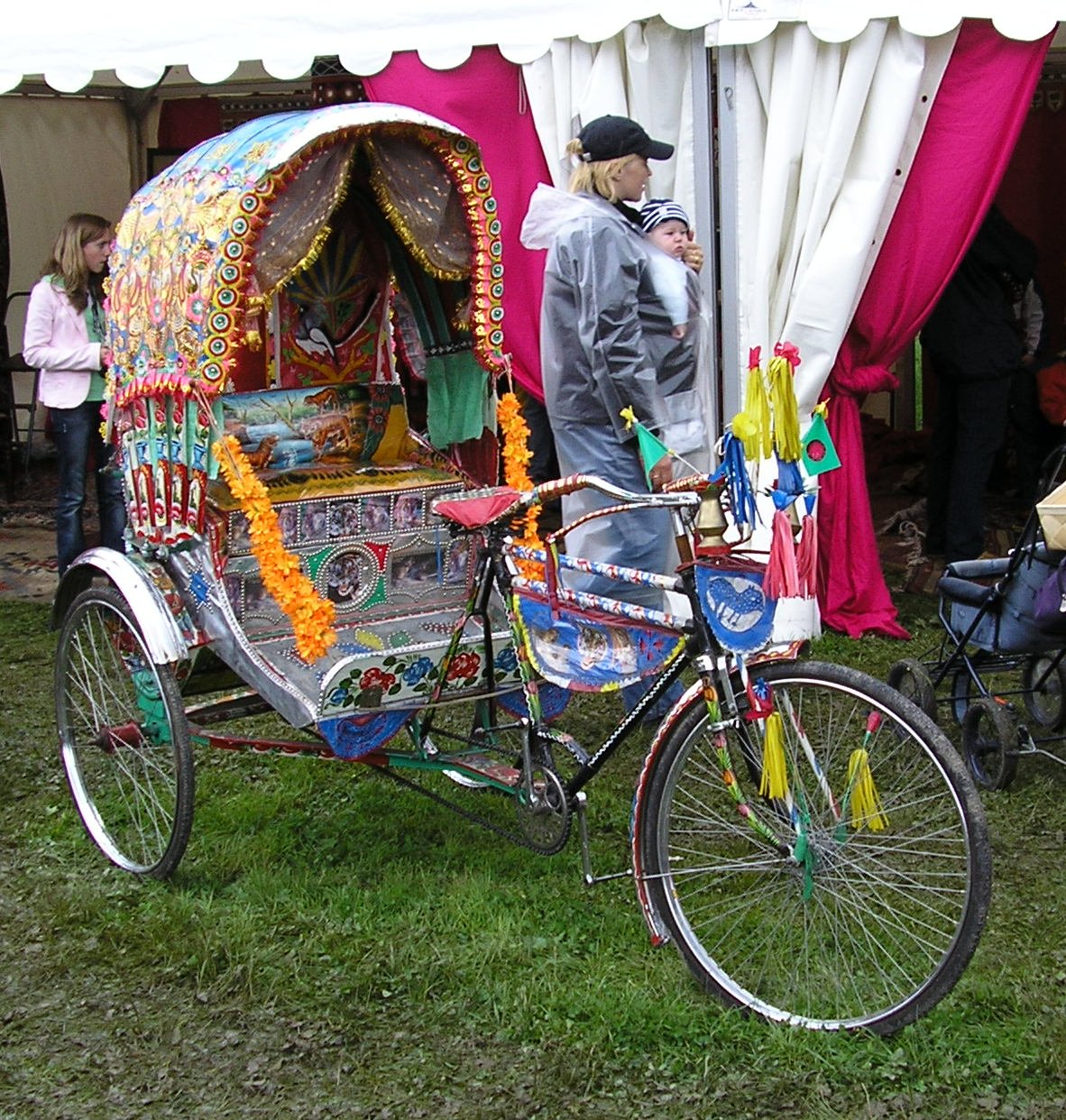
دراجة ريكشا من صنع بنقلاديشي.

معظم عربات الريكشا، المستخدمة لنقل الركاب للتأجير، هي دراجات ثلاثية العجلات مع عجلة قيادة واحدة في الأمام وعجلتين في الخلف تدعمان منطقة جلوس لراكب واحد أو راكبين. غالبًا ما تحتوي عربات الريكشا على مظلة لحماية الركاب من أشعة الشمس والمطر. كما تُستخدم هذه المركبات على نطاق واسع في جنوب آسيا وجنوب شرق آسيا، حيث توفر قيادة العربات فرص عمل أساسية للمهاجرين الجدد من المناطق الريفية، والرجال الفقراء عمومًا. في التسعينيات والعقد الأول من القرن الحادي والعشرين، أصبحت عربات الريكاشا ذات شعبية متزايدة في المدن الكبرى في بريطانيا وأوروبا والولايات المتحدة، حيث توفر وسائل النقل الحضري.

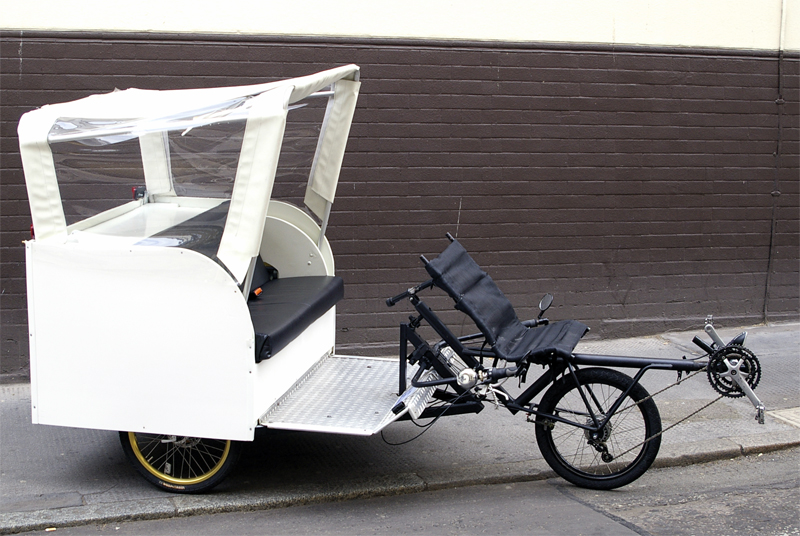
دراجة العنكبوت الثلاثية.

عربة العنكبوت الثلاثية هي عربة راقدة من نوع ريكشا والتي يتم استخدامها في وسط لندن والتي تديرها منظمة التعاون الاقتصادي للعربات. يُطلق على الدراجة ثلاثية العجلات التي تظهر في الصورة اسم (Sensible Utility Vehicle) (مركبة المرافق الحساسة) ويتم إنتاجها بواسطة شركة Organic Engines التي تعمل في فلوريدا بالولايات المتحدة. وهي دراجة ثلاثية العجلات بالدفع الأمامي، ومفصلة خلف مقعد السائق، ولها فرامل قرصية هيدروليكية مزدوجة وتروس محاور داخلية. كما أن الراكب يكون محمي من المطر والشمس بواسطة مظلة.

### عربات الشحن

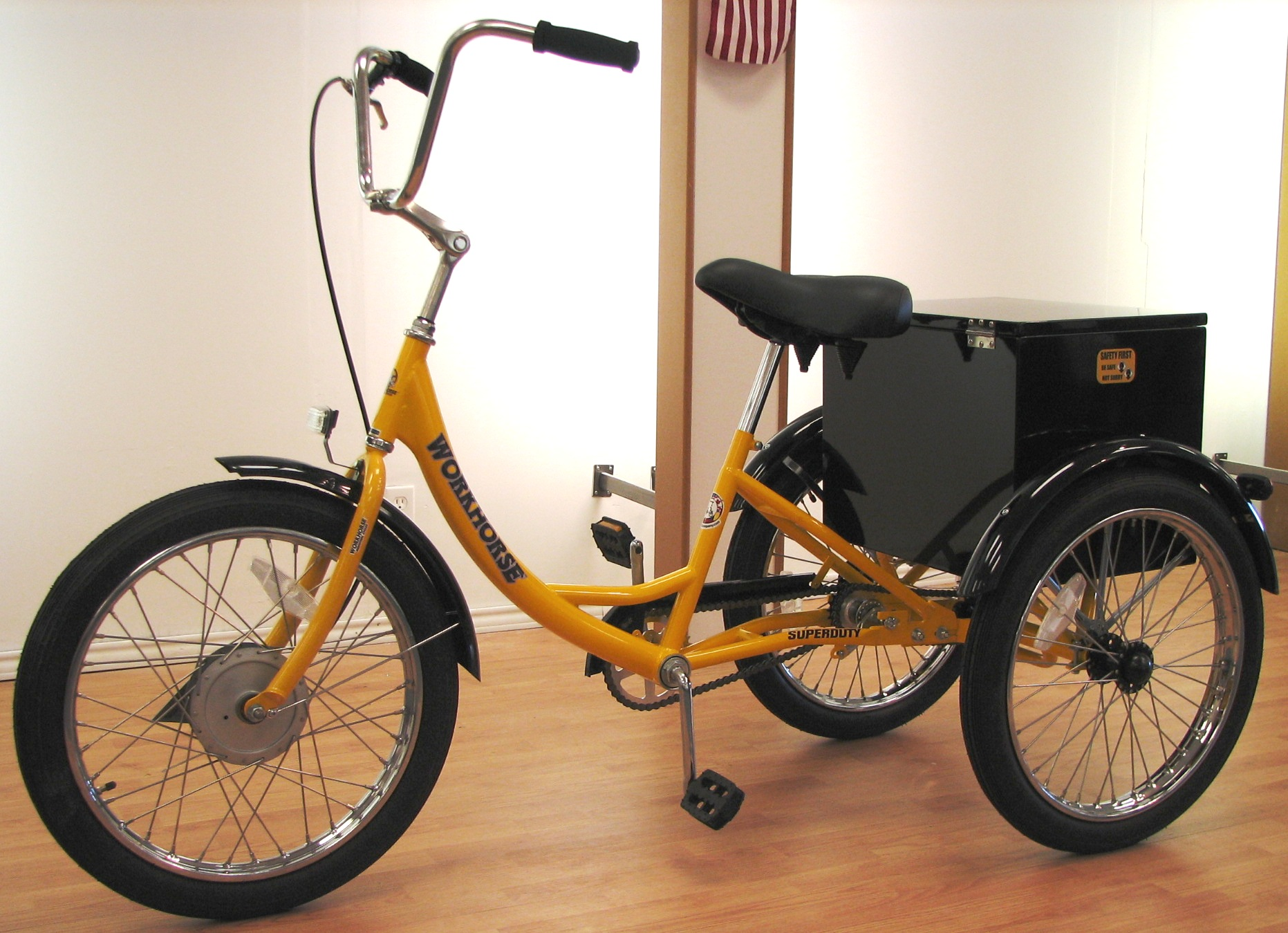
ثلاثية عجلات صناعية مع صندوق تخزين مثبت بين العجلات الخلفية.

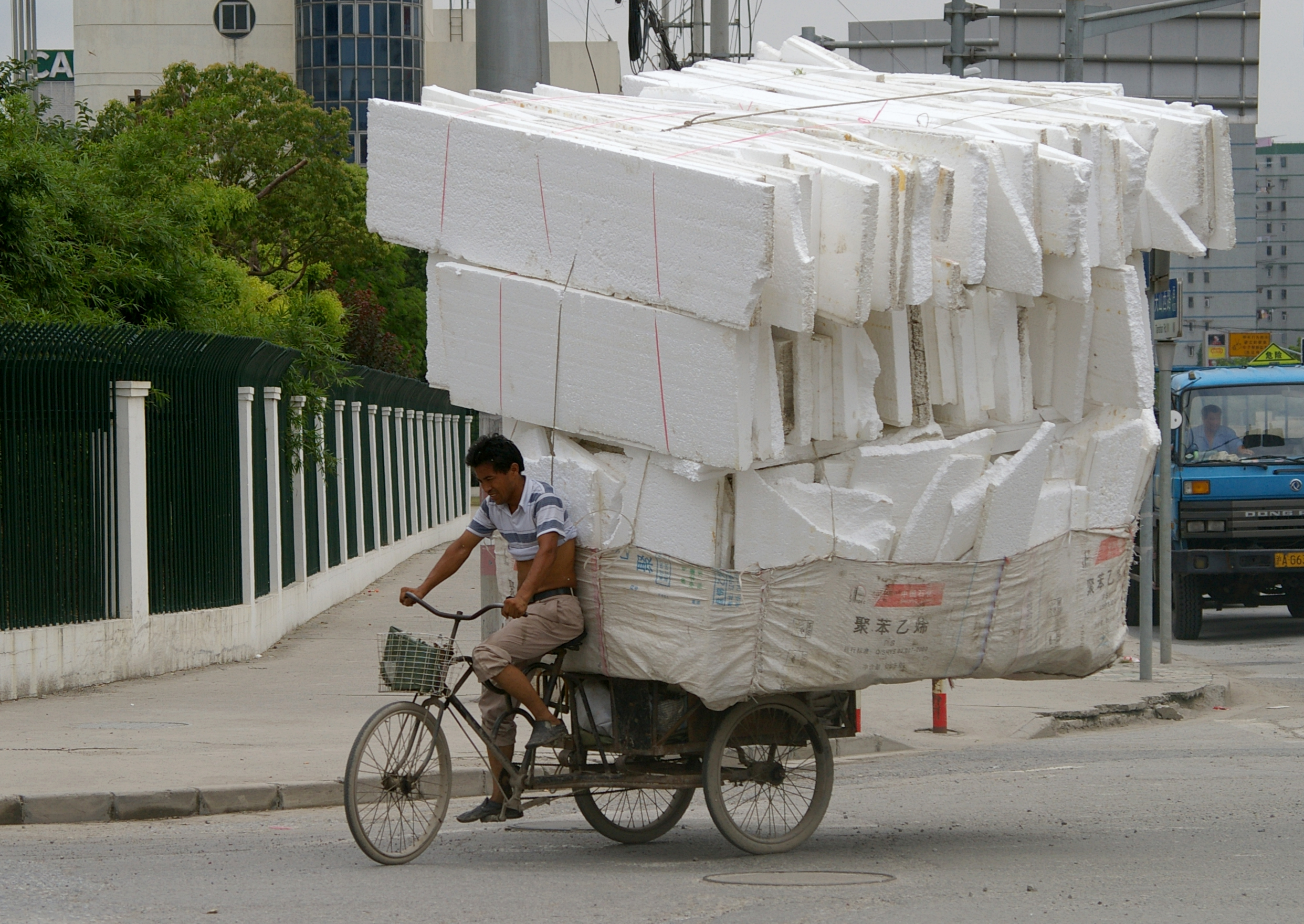
عربة شحن في شنغهاي.

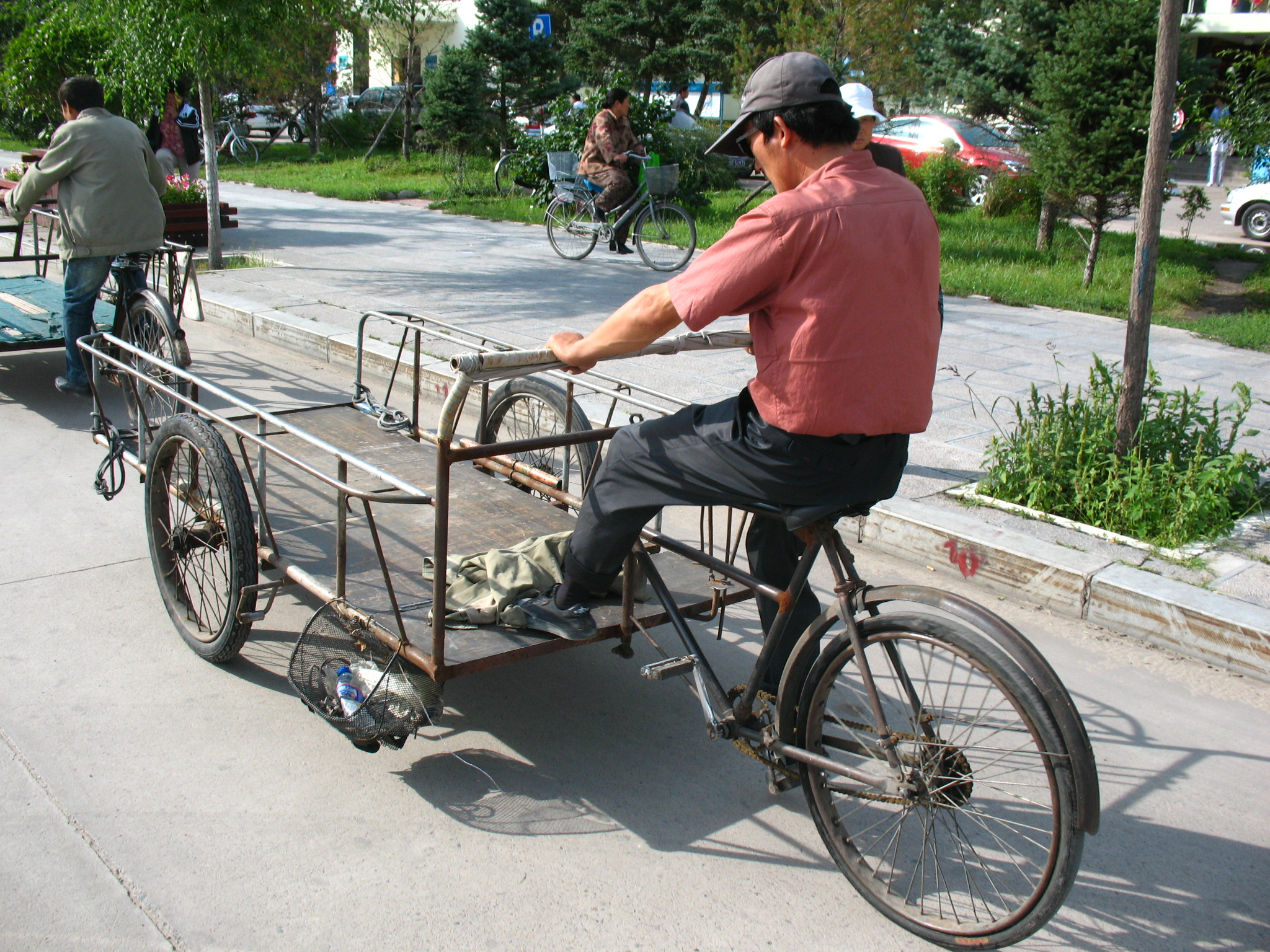
دراجة ثلاثية العجلات ذات كتلة مرتفعة في الاتجاه المعاكس

صُممت عربات الشحن ثلاثية العجلات في المناطق الحضرية وصُنعت لنقل الأحمال الكبيرة، كما تستخدم كعربات متنقلة لبيع المأكولات المتنوعة كالآيس كريم والشطائر وغيرها. العديد من عربات الشحن تكون مصممة من نوع دراجات الشرغوف، مع صندوق شحن مركب بين العجلات الأمامية..تم تصميم عربات الشحن هذه أيضًا للاستخدام الداخلي في المستودعات الكبيرة أو المنشآت الصناعية. تتمثل ميزة استخدام عربات الشحن بدلاً من المركبات الآلية في عدم وجود عادم، مما يعني أنه يمكن استخدام الدراجة ثلاثية العجلات داخل المستودعات.
الاستخدامات الشائعة لعربات الشحن:
- خدمات التوصيل في بيئات حضرية كثيفة.
- بيع الطعام في مناطق حركة السير العالية (بما في ذلك دراجات الآيس كريم المتخصصة).
- نقل الأدوات التجارية، بما في ذلك حول المنشآت الكبيرة مثل محطات الطاقة ومنظمة سيرن.
- نقل الأطفال (في أمستردام، تُستخدم عرباتالشحن في المقام الأول لنقل الأطفال).
- نقل البضائع في المطار.
- إعادة تدوير النفايات.
- نقل مخزون المستودعات.
- توصيل البريد.
- جمع الغذاء.

### دراجات الأطفال

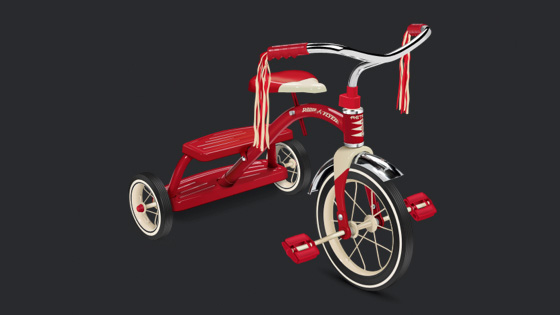
دراجة ثلاثية العجلات للأطفال

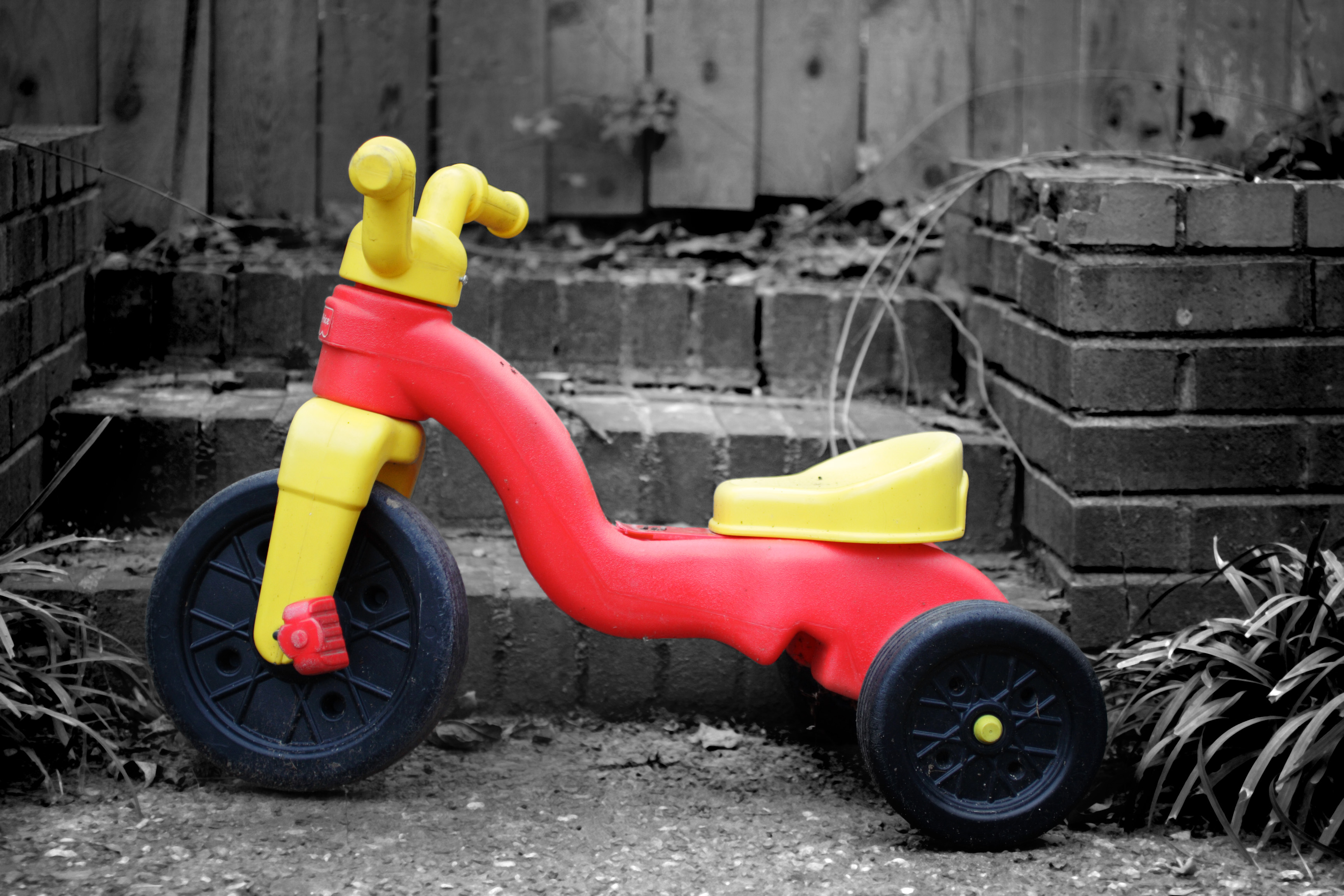
دراجة ثلاثية العجلات بلاستيكية للأطفال

بالمقارنة مع الدراجات الثلاثية للبالغين، فإن نموذج دراجات الأطفال أبسط، بدون مكابح أو تروس، وغالبًا ما يكون بمحرك أمامي خام. عادةً ما يستخدم الأطفال الذين تتراوح أعمارهم بين عامين وخمسة أعوام الدراجات ثلاثية العجلات، وبعد اكتساب الخبرة والتدريب ينتقلون إلى استخدام الدراجة العادية، غالبًا يكون ذلك باستخدام عجلات تدريب (مثبتات) في الجهة الخلفية. يمكن أن تكون الدراجات ثلاثية العجلات للأطفال غير مستقرة، خاصة إذا كانت قاعدة العجلات غير متكاملة. تحتوي بعض دراجات الأطفال الثلاثية على قضيب دفع حتى يتمكن البالغون من التحكم بالدراجة. كما لها إطارات مصنوعة من المعدن أو البلاستيك أو الخشب.
يمكن أن تحتوي هذه الدراجة على دواسات تتيح للأطفال قيادة العجلات الأمامية مباشرةً، مما يسمح بالفرملة باستخدام الدواسات، أو باستخدام محرك العجلات الخلفية. لا تحتوي الدراجات الثلاثية للأطفال دائمًا على إطارات هوائية، وبدلاً من ذلك تحتوي على عجلات من المطاط الصلب أو البلاستيك المجوف. في حين أن هذا قد يزيد من وزن الدراجة ثلاثية العجلات ويقلل من خصائص امتصاص الصدمات، إلا أنه يلغي إمكانية حدوث ثقوب. نادرًا ما يتم تركيب مكابح السحب على مكابح الدفع الأمامي، ولكن يمكن للطفل أن يبطئ من سرعة الدوران بمقاومة الحركة الأمامية من خلال الدواسات.

### دراجات الإنجراف
عربات الإنجراف ثلاثية العجلات أو الدريفت هي مجموعة متنوعة من الدراجات ثلاثية العجلات مع عجلات خلفية ملساء، مما يتيح لها الانجراف في الطريق، حيث تكون في زوايا دائرية متعاكسة. يتم استخدامها بشكل شائع في عمليات نزول الطرق الممهدة ذات التدرجات الحادة التي تعمل بقوة الجاذبية.

### دراجات اليد والقدم

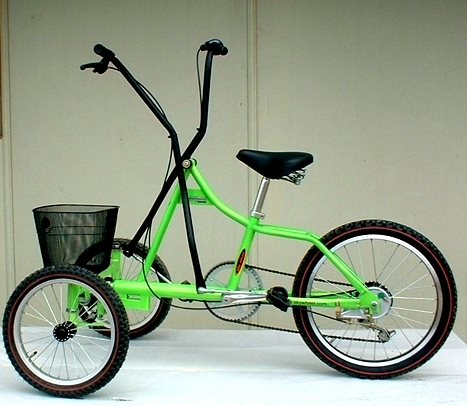
دراجة اليد والقدم ثلاثية العجلات.

يصنع سائق هذه الدراجة زوجًا من العجلات الأمامية بحيث يغير الاتجاهات عن طريق تحويل مركز الوزن ويتحرك للأمام عن طريق تدوير العجلة الخلفية. يمكن أيضًا تحويل دراجة ثلاثية العجلات باليد والقدم إلى دراجة يدوية ثلاثية العجلات مصممة ليتم قيادتها بكلتا اليدين والقدمين. هناك أيضًا أنواع هجينة جديدة تشمل دراجة يدوية ودراجة راقدة ودراجة ثلاثية العجلات في دراجة واحدة، هذه الدراجات تجعل من الممكن حتى ركوب الدراجة باستخدام الأرجل على الرغم من إصابة الحبل الشوكي.  [بحاجة لمصدر]

### دراجات الإمالة
تم إنشاء دراجات الإمالة ثلاثية العجلات بحيث تميل في اتجاه الانعطاف، كما تفعل الدراجة، لتجنب التدحرج بدون مسار محور عريض. تضمنت الأمثلة سابقًا الدراجات المستقيمة والراقدة والدلتا والشرغوف.

## مجموعات التحويل
تقوم مجموعات تحويل الدراجة ثلاثية العجلات بتحويل الدراجة العادية إلى دراجة ثلاثية العجلات مكملة. يمكن لمجموعة دراجة ثلاثية العجلات إزالة العجلة الأمامية وتركيب عجلتين أسفل المقاود من أجل تحويل سريع وسهل.
تشمل مزايا مجموعة التحويل ثلاثية العجلات تكلفة أقل مقارنة بالدراجة ثلاثية العجلات الجديدة المصنوعة يدويًا، وحرية اختيار وضع أي إطار دراجة. تميل الدراجة ثلاثية المحولة إلى أن تكون أثقل من الدراجة ذات الجودة العالية، أو المصنوعة يدويًا، أو الرياضية، أو الدراجة ذات العجلات الثلاثية. يمكن لمجموعات التحويل أن تمنح راكبوا الدراجة الثلاثية الجادين بالشراء تجربة الدراجة قبل اتخاذ القرار النهائي لشراء دراجة ثلاثية العجلات كاملة.

## تعامل
قد يجد البالغون صعوبة في ركوب الدراجة ذات العجلات الثلاث في وضع مستقيم بسبب الإلمام بالتوجيه المطلوب لموازنة الدراجة. يعد التباين في حدبة الطريق هو الصعوبة الرئيسية التي يجب التغلب عليها بمجرد إتقان التعامل مع الدراجة ثلاثية العجلات الأساسية. تتأثر المضامير الثلاثية الراكدة بشكل أقل بالحدبة، واعتمادًا على عرض الجنزير ووضعية الركوب، فهي قادرة على الانعطاف بسرعة كبيرة. بإمكان بعض الدرجات ثلاثية العجلات تميل وتنحني في المنعطفات مثل الدراجات العادية.

## سجل قياسي
في 1 يوليو 2005، ركب الهندي سوداكار ياداف دراجة ثلاثية العجلات في حيدر أباد بارتفاع 12,67 متر، مع عجلة يبلغ قطرها 5.18 متر. يتم عرض هذه الدراجة ثلاثية العجلات في متحف Sudha Cars وتم التحقق من أنها أكبر دراجة ثلاثية العجلات في العالم من قبل موسوعة غينيس للأرقام القياسية.